# Langues masa
Les langues Bananna sont des langues tchadiques parlées au Tchad et au Cameroun.

## Variétés

### Ethnologue
Le SIL International, organisme chargé de l'attribution des codes ISO 639-3, recense huit variétés : 
- hed: le herdé
- mpg: le marba
- mcn: le massa
- zim: le mesmé
- mse: le moussey
- nnn: le ngeté
- lme: le pévé
- zuy: le zumaya †

### Glottolog
La base de données linguistiques Glottolog a quant à elle une sous-famille nommée « Masa », qui comporte les variétés et dialectes suivants :
- la sous-famille du masa du Nord, comprenant :
  - la sous-famille du marba-moussey-ham, comprenant :
    - le ham ;
    - le marba, avec le dialecte du monogoy ;
    - le moussey, avec les dialectes du bongor-jodo-tagal-berem-gunu, du jaraw-domo, du lew, du pe et du pe-holom-gamé ;

  - la sous-famille du masa-gizey-zumaya, comprenant :
    - le gizey ;
    - le massa, avec les dialectes du banana, du bongor, du budugum, du bugudum, du masa central (gizay, wina), du gumay, du ham, du masa de l'ouest (domo, walia, yagwa) ;
    - le zumaya ;
- la sous-famille du masa du Sud, comprenant :
  - le herdé ;
  - le mesmé, avec les dialectes du bero et du zamre ;
  - le ngeté ;
  - le pévé, avec les dialectes du dari, du doe et du lamé.

Les langues de la sous-famille du masa du Sud sont aussi appelées par le nom générique « zimé ».

### Barreteau (1984)
La classification des langues masa du nord du Cameroun selon Barreteau, Breton et Dieu (1984):
- Sous-groupe nord
  - masa (massa)
    - masa-ouest : wina, gizay
    - masa-centre : yagwa, domo, walya, bugudum
    - masa-est (Tchad ?)

  - zumaya
  - musey (musina / musey ; moussey / musey)
- Sous-groupe sud
  - zime (pévé / lamé)